# Chorisoneura inversa
Chorisoneura inversa är en kackerlacksart som beskrevs av Morgan Hebard 1926. Chorisoneura inversa ingår i släktet Chorisoneura och familjen småkackerlackor. Inga underarter finns listade i Catalogue of Life.